# Sveti Tomaž (Škofja Loka, Slovenija)
Sveti Tomaž je naselje u slovenskoj Općini Škofji Loki. Sveti Tomaž se nalazi u pokrajini Gorenjskoj i statističkoj regiji Gorenjskoj. 

## Stanovništvo
Prema popisu stanovništva iz 2002. godine naselje je imalo 55 stanovnika.